# Sam Kinison
Samuel Burl Kinison (n. 8 decembrie 1953, Yakima, Washington, SUA – d. 10 aprilie 1992, Needles⁠(d), California, SUA) a fost un comic și actor american. Fost predicator penticostal, acesta era cunoscut pentru stilul său de stand-up comedy caracterizat de diatribe intense însoțite de răcnete puternice identice cu cele utilizate de preoții carismatici⁠(d). Deși la începutul carierei a susținut spectacole gratuite, a devenit repede unul dintre principalii comici ai clubului The Comedy Store⁠(d). Cunoscut pentru umorul observațional⁠(d), a câștigat popularitate în rândul publicului și a fost invitat în emisiuni de televiziune precum The Tonight Show Starring Johnny Carson⁠(d), Late Night with David Letterman⁠(d) și Saturday Night Live. Acesta și-a pierdut viața într-un accident de mașina la apogeul carierei sale.
Kinison a fost nominalizat la Premiile Grammy în 1988 pentru melodia „Wild Thing⁠(d)” de pe albumul Have You Seen Me Lately?⁠(d) și a câștigat postum un Grammy pentru albumul Live from Hell⁠(d) la categoria Best Spoken Comedy Album în 1994.

## Biografie
Samuel Burl Kinison s-a născut în Yakima, Washington pe 8 decembrie 1953, fiul lui Marie Florence (născută Morrow) și al lui Samuel Earl Kinison, un predicator penticostal. Când Kinison avea trei luni, familia s-a mutat în East Peoria, Illinois⁠(d). La vârsta de trei ani, acesta a fost lovit de un camion și a suferit leziuni cerebrale. Tatăl său a predicat în mai multe biserici din țară, obținând însă venituri mici. Kinison a avut doi frați mai mari (Richard și Bill) și un frate mai mic (Kevin). Părinții săi au divorțat când acesta avea 11 ani; după divorț, Bill și Richards au plecat împreună cu tatăl său, iar Kinison și Kevin au rămas în grija mamei. Bill a declarat că acest eveniment reprezenta sursa furiei fratelui său. Kinison a urmat studiile la Liceul comunitar East Petoria⁠(d) în East Peoria.
Kinison și frații săi au devenit predicatori penticostali. Între 1968 și 1969, Kinison a participat la Pinecrest Bible Training Center⁠(d), o școală biblică neacreditată din Salisbury Center, New York⁠(d). Mama sa s-a recăsătorit cu un alt predicator și s-a mutat la Tulsa, Oklahoma, unde Kinison a locuit pentru o perioadă. A susținut predici de la 17 până la 24 de ani, iar înregistrările  dezvăluie că a folosit un stil asemănător cu cel pe care îl va utiliza mai târziu în rutinele sale de stand-up. Fratele său Bill a remarcat însă că „în mod ironic, nu avea prezență pe scenă” și nu a avut prea mult succes financiar în această meserie. După ce Kinison și prima sa soție au divorțat, acesta a renunțat la predicare și a decis să devină comic.

## Cariera
Kinison și-a început cariera în Houston, Texas, unde a susținut spectacole în cluburi. A devenit membru al unui grup de comici intitulat Texas Outlaw Comics⁠(d) la Comedy Workshop⁠(d); acesta îi includea pe Bill Hicks⁠(d), Ron Shock⁠(d), Riley Barber, Steve Epstein, Andy Huggins, John Farneti și Jimmy Pineapple. Influențat de stilul lui Kinison, Hick a declarat că acesta era primul comic care nu era interesat să fie văzut cu ochi buni de către public. În 1980, Kinison s-a mutat la Los Angeles, sperând să-și găsească un loc de muncă la The Comedy Store, dar a fost mai întâi angajat ca portar. La scurt timp după, a ajuns dependent de cocaină și alcool. În cele din urmă, fratele său Bill s-a mutat în Los Angeles pentru a-l ajuta să-și gestioneze cariera.
A intrat în atenția publicului odată cu spectacolul HBO Rodney Dangerfield's Ninth Annual Young Comedians Special din august 1985. Stephen Holden⁠(d), film critic al ziarului The New York Times, a lăudat glumele lui Bob Nelson⁠(d) și a declarat că „cel mai interesant dintre ceilalți opt comici este misoginul sălbatic Sam Kinison”. Kinison avea să apară mai târziu în filmul Din nou la școală⁠(d) (1986) alături de Rodney Dangerfield.
A debutat în televiziune cu o apariție în cadrul emisiunii Late Night with David Letterman în 1985, Letterman avertizându-și publicul: „Pregătiți-vă. Nu glumesc. Urați-i bun venit lui Sam Kinison”. Profitând de experiența sa de predicator, acesta sartiriza Biblia, creștinismul și scandalurile din acea perioadă în care erau implicați preoți evangheliști. A fost asociat cu scena muzicii rock din Los Angeles și era însoțit ocazional de o formație plecată în turneu.
Howard Stern⁠(d) a achiziționat drepturile de autor⁠(d) pentru biografia lui Kinison, scrisă de fratele acestuia, cu scopul de turna un film intitulat Brother Sam; Kinison urma să fie interpretat de Dan Fogler⁠(d). Într-un interviu, Bill Kinison a declarat că au existat discuții despre realizarea unui film bazat pe viața fratelui său - unul cu Arnold Schwarzenegger, iar altul cu Rick Moranis.

## Viața personală
Glumele sale au fost influențatele de experiența din timpul celor două căsătorii: Patricia Adkins (1975–1980) și Terry Marze (1981–1989). A avut o relație cu dansatoarea Malika Souiri spre sfârșitul căsătoriei sale cu Marze. În 1990, Souiri a declarat că a fost violată de un bărbat pe care Kinison l-a angajat ca bodyguard. Acesta a declarat că actul sexual a fost consensual. Cazul a fost judecat, dar juriul nu a reușit să ajungă la o concluzie, iar acuzațiile au fost retrase.
Pe 4 aprilie 1992, cu șase zile înainte de moartea sa, Kinison s-a căsătorit cu Souiri la Candlelight Chapel din Las Vegas⁠(d). Au fost în luna de miere în Hawaii timp de cinci zile și au revenit în Los Angeles pe 10 aprilie, acesta având programat un spectacol la Riverside Resort Hotel & Casino⁠(d) din Laughlin, Nevada⁠(d). Souiri l-a dat în judecată pe Bill, fratele lui Kinison, în 1995 pentru că a defăimat-o în cartea Brother Sam: The Short Spectacular Life of Sam Kinison, iar apoi din nou în 2009 pentru că ar fi falsificat testamentul lui Sam.
În februarie 2011, Toronto Sun⁠(d) a susținut că Kinison a avut o fiică cu soția celui mai bun prieten al său, Carl LaBove, acesta din urmă plătind pensie alimentară de aproape 13 ani. LaBove a cerut în instanță ca tânăra să fie testată genetic⁠(d), proces care a confirmat cu o probabilitate de 99,8% că aceasta este fiica lui Kinison.

## Moartea
Pe 10 aprilie 1992, Kinison, aflat la volanul unui Pontiac Turbo Trans Am⁠(d), a fost lovit frontal pe autostrada Needles (34,896180 N, 114,644944 V) - la 3,2 mile (5,1 km) nord de Autostrada interstatală 40⁠(d) (Ieșirea 141) și la aproximativ 4,3 mile (6,9 km) nord-vest de Needles, California⁠(d) - de o camionetă condusă un Troy Pierson în vârstă de 17 ani. Înainte de accident, Pierson a consumat băuturi alcoolice. Încercând să depășească un autovehicul, acesta a intrat pe banda lui Kinison și l-a lovit în plin. Kinison și soția sa erau în drum spre Laughlin, Nevada, pentru a susține un spectacol sold-out la Riverside Casino.
După accident, Kinison nu părea a fi în stare gravă, având doar răni faciale minore. A coborât din vehicul și s-a așezat pe marginea drumului, unde a murit în scurt timp din cauza unor leziuni interne. Deoarece nu purta centură de siguranță, acesta a spart parbrizul cu capul. Avea 38 de ani. Soția sa a fost rănită în coliziune, dar și-a revenit după ce a fost transportată la un spital din Needles pentru îngrijiri medicale. O autopsie a constatat că Kinison a suferit mai multe leziuni traumatice, inclusiv o luxație a coloanei cervicale, o ruptură de aortă și alte rupturi de vase sangvine în cavitatea abdominală. Pierson a pledat vinovat pentru ucidere din culpă. A fost condamnat la un an de închisoare cu suspendare și 300 de ore de muncă în folosul comunității. Permisul său de conducere a fost suspendat timp de doi ani.
Kinison a fost înmormântat într-un mormânt al familiei de la Memorial Park Cemetery din Tulsa, Oklahoma. Pe piatra sa funerară este următorul citat: „În altă epocă ar fi fost numit profet”.

## În cultura populară
Cel de-al optulea spectacol de comedie stand-up al comicului George Carlin, Jammin' la New York⁠(d), a fost dedicat în memoriei lui Kinison. La începutul difuzării, pe ecran au apărut cuvintele: „Acest show este pentru SAM”.
Pe 23 mai 1993, FOX a difuzat o emisiune specială intitulată A Tribute to Sam Kinison. Aceasta conținea imagini de arhivă cu Kinison și spectacole de comedie ale unor comici precum Robin Williams, Rodney Dangerfield și Jim Carrey.
Între 2008 și 2013, au existat câteva comunicate de presă referitoare la un posibil film dramatic bazat pe lucrarea Brother Sam: The Short, Spectacular Life of Sam Kinison scrisă de Bill Kinison și Steve Delsohn.
Kinison a fost criticat pentru misoginismul și homofobia din glumele sale conform unei articol despre cariera lui Kinison din Los Angeles Times. De exemplu, grupul Queer Nation Nebraska⁠(d) a organizat proteste la un spectacol susținut de Kinison în Lincoln în februarie 1991.

## Discografie

### Albume
- Louder Than Hell⁠(d) (1986)
- Breaking The Rules (1987)
- Have You Seen Me Lately?⁠(d) (1988)
- Leader of the Banned⁠(d) (1990)
- Live from Hell⁠(d) (1993)

### Melodii
| Titlu        | An   | Poziție | Album                    |
| Titlu        | An   | AUS     | Album                    |
| ------------ | ---- | ------- | ------------------------ |
| „Wild Thing” | 1988 | 19      | Have You Seen Me Lately? |

## Filmografie

### Film
- Savage Dawn (1985)
- Înapoi la școală (1986)
- Cei trei care au speriat Mexicul⁠(d) (1986) (scene eliminate)
- Paul Shore este mort⁠(d) (2004) (scene din arhivă)
- I Am Sam Kinison (2017) (Documentar)

### Televiziune
- Rodney Dangerfield Hosts the 9th Annual Young Comedians Special (1985)
- Saturday Night Live (1985–1986, comic invitat; 1986, gazdă)
- Rodney Dangerfield: It's Not Easy Bein' Me (1986)
- Rodney Dangerfield: Opening Night at Rodney's Place (1989, comic invitat)
- Married... with Children (1989, comic invitat)
- Tales from the Crypt (1990, comic invitat)
- Charlie Hoover (1991, Hugh)
- In Living Color⁠(d) (Sezonul 3, Episodul 7, ultima parte, Duminică, 3 noiembrie 1991)
- Fox New Year's Eve Live: 1992⁠(d) (1991–1992, gazdă)

### Alte apariții și videoclipuri muzicale
- Live in a Rusted Out Garage, Neil Young (1986) (Cameo)
- Breaking the Rules (1987) (HBO Special)
- Videoclipul „Wild Thing”, Sam Kinison (1988)
- Videoclipul „Bad Medicine”, Bon Jovi (1988) (Cameo)
- Videoclipul „Under My Thumb”, Sam Kinison (1989)
- Videoclipul „Kickstart My Heart”, Mötley Crüe (1989) (Cameo)
- Videoclipul „The Kids Goes Wild”, Babylon A.D.⁠(d) (1989) (Dublaj)
- Videoclipul „The Walk", Cherry St. (1989) (Cameo)
- Videoclipul „Mississippi Queen”, Sam Kinison (1990)
- Videoclipul „Heartbeat”, D'Priest (1990) (Cameo)
- Videoclipul „What Do I Have To Do”, Kylie Minogue (1991) (Dublaj)
- Family Entertainment Hour (1991)
- Unleashed (2006) Sam Kinison Banned Live at Felt Forum NYC 1990